# Evidence (rapper)
Michael Taylor Perretta (nascido em 10 de dezembro de 1976), conhecido pelo seu nome artístico Evidence, é um rapper e produtor musical norte-americano de Los Angeles, Califórnia. Ele também é membro do grupo Dilated Peoples, além de formar a dupla Step Brothers com The Alchemist. Evidence foi incluído na indicação ao "Grammy de Álbum do Ano" por seu trabalho de produção musical no álbum de estreia de Kanye West, The College Dropout.

## Biográfia

### Infância e juventude
Evidence nasceu Michael Perretta em 10 de dezembro de 1976, em Venice, Los Angeles na Califórnia, EUA, sendo filho de Louis Michael Perretta, um italiano americano, e da atriz Jana Taylor, que apareceu em séries de televisão norte-americanas nas décadas de 1960 e 1970. Durante a infância, ele morou ao lado do estúdio de Quincy Jones III, onde aprendeu produção musical.

### Carreira musical
Em 1992, Evidence uniu-se ao rapper Rakaa e o DJ Babu para formar o grupo de underground hip hop Dilated Peoples.
Em 20 de março de 2007, Evidence lançou seu primeiro álbum solo, The Weatherman LP. A produção contou com The Alchemist, Sid Roams (os produtores Joey Chavez e Tavish "Bravo" Graham), Jake One, DJ Babu, DJ Khalil e o próprio Evidence.
Em 17 de julho de 2009, foi anunciado que Evidence assinou com o selo de hip hop de Minneapolis Rhymesayers Entertainment, em um vídeo no YouTube que mostra Evidence assinando o contrato para lançar seu próximo álbum.
O segundo álbum de estúdio de Evidence, Cats & Dogs, foi lançado em 27 de setembro de 2011. O álbum alcançou a posição 64 na Billboard 200. O disco venceu o prêmio HHUG de Álbum do Ano de 2011.
O terceiro álbum solo de Evidence, Weather or Not, foi lançado em 26 de janeiro de 2018. Estreou na posição 187 da Billboard 200. O trabalho aborda em detalhes sua vida pessoal, incluindo o nascimento de seu primeiro filho e a batalha de sua parceira contra o câncer de mama.
Em 2021, Evidence lançou seu quarto álbum de estúdio, Unlearning Vol. 1.
Em 2025, Evidence lançou seu quinto álbum de estúdio, Unlearning Vol. 2 que contém produção musical do seu amigo beatmaker The Alchemist.

## Discografia
- The Weatherman LP (2007)
- Cats & Dogs (2011)
- Lord Steppington (com The Alchemist) (2014)
- Weather or Not (2018)
- Unlearning Vol. 1 (2021)
- Unlearning Vol. 2 (2025)

## Prêmios e indicações
- 47.º Grammy Awards (2005) – The College Dropout – Grammy de Álbum do Ano